# Al tresbolillo
Al tresbolillo, a tresbolillo o tresbolillo, es un sistema de plantación en que cada tres plantas forman un triángulo equilátero y que, como otros sistemas análogos, pueden trazarse sobre el terreno por medio de cuerdas determinando antes las distancias a que deben quedar las plantas entre sí. En el tresbolillo una planta queda enfrente del punto medio de otras dos y así en toda la plantación.
Un medio práctico de señalar el terreno, trazada la primera línea y señalados los sitios que deben ocupar las plantas, es colocar dos listones o cañas por uno de sus extremos en los puntos señalados; uniendo los opuestos, se tendrá determinado el punto de la línea segunda en que deberá colocarse otra planta. El sistema de plantación al tresbolillo se emplea mucho para establecer viñedos, pues permite la colocación de las plantas para que puedan darse labores en varias direcciones.

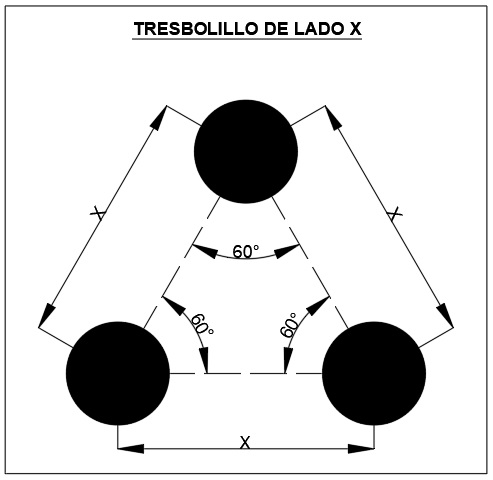